# Roè Volciano
Roè Volciano – miejscowość i gmina we Włoszech, w regionie Lombardia, w prowincji Brescia.
Według danych na rok 2004 gminę zamieszkiwały 4174 osoby, 834,8 os./km².